# لبنان في ألعاب البحر الأبيض المتوسط 1951
شاركت لبنان في ألعاب البحر المتوسط في نسختها الأولي والتي أقيمت بمدينة الإسكندرية في جمهورية مصر العربية، وكانت لبنان واحدة من بين عشر دول شاركت في هذه الألعاب، والتي امتدت من 5 أكتوبر إلى 20 أكتوبر 1951، وشاركت لبنان وقتها ب 48 رياضي، وكان معها من الدول العربية سوريا ومصر البلد المضيف. حققت لبنان المركز الثامن وكان نصيبها من الميداليات 19 ميدالية موزعة ما بين 5 فضيات، و14 برونزية.

## الترتيب العام للدول المشاركة
| الترتيب | البلد      | ميداليات ذهبية | ميداليات فضية | ميداليات برونزية | المجموع |
| ------- | ---------- | -------------- | ------------- | ---------------- | ------- |
| 1       | ايطاليا    | 27             | 22            | 12               | 61      |
| 2       | فرنسا      | 26             | 13            | 5                | 44      |
| 3       | مصر        | 20             | 26            | 19               | 65      |
| 4       | تركيا      | 10             | 3             | 7                | 20      |
| 5       | اليونان    | 4              | 9             | 8                | 21      |
| 6       | يوغوسلافيا | 3              | 5             | 7                | 17      |
| 7       | إسبانيا    | 2              | 4             | 4                | 10      |
| 8       | لبنان      | 0              | 5             | 14               | 19      |
| 9       | سوريا      | 0              | 3             | 10               | 13      |
| المجموع | المجموع    | 92             | 90            | 86               | 268     |

## الميداليات اللبنانية حسب الرياضة
| الرياضة     | الميدالية الذهبية | الميدالية الفضية | الميدالية البرونزية | المجموع |
| المصارعة    | 0                 | 3                | 7                   | 10      |
| الملاكمة    | 0                 | 1                | 3                   | 4       |
| ----------- | ----------------- | ---------------- | ------------------- | ------- |
| رفع الأثقال | 0                 | 1                | 2                   | 3       |
| الرماية     | 0                 | 0                | 1                   | 1       |
| العاب قوى   | 0                 | 0                | 1                   | 1       |
| المجموع     | 0                 | 5                | 14                  | 19      |

## أسماء الحائزين علي الميداليات
| الميدالية | اسم الرياضي       | الرياضة     | الحدث                  |
| --------- | ----------------- | ----------- | ---------------------- |
| فضية      | جوزيف حابس        | ملاكمة      | 71 كجم                 |
| فضية      | مصطفى لحام        | رفع الأثقال | 75 كجم                 |
| فضية      | ميشيل سكاف        | مصارعة      | 87 كجم حر              |
| فضية      | إبراهيم دمج       | مصارعة      | 67 كجم يونانية رومانية |
| فضية      | خليل طه           | مصارعة      | 73 كجم يونانية رومانية |
| برونزية   | نوفيق حبشي        | ملاكمة      | 60 كجم                 |
| برونزية   | كمال عفراء        | ملاكمة      | 63.5 كجم               |
| برونزية   | عبدالوهاب الحلبي  | ملاكمة      | 81 كجم                 |
| برونزية   | عبدالساتر طرابلسي | رماية       | 50 م مسدس              |
| برونزية   | سليم موسى         | رفع الأثقال | 56 كجم                 |
| برونزية   | محمد مكوك         | رفع الأثقال | 82.5 كجم               |
| برونزية   | ايلي نعسان        | مصارعة      | 62 كجم حر              |
| برونزية   | أسد عيد           | مصارعة      | 67 كجم حر              |
| برونزية   | ميشيل عيد         | مصارعة      | 79 كجم حر              |
| برونزية   | زكريا شهاب        | مصارعة      | 57 كجم يونانية رومانية |
| برونزية   | إبراهيم بايون     | مصارعة      | 62 كجم يونانية رومانية |
| برونزية   | أسد عيد           | مصارعة      | 79 كجم يونانية رومانية |
| برونزية   | ميشيل سكاف        | مصارعة      | 87 كجم يونانية رومانية |

## روابط خارجية
- الدورة الأولي لالعاب البحر الأبيض المتوسط الإسكندرية 1951